# Alang Alang Caruban
Alang Alang Caruban is een bestuurslaag in het regentschap Jombang van de provincie Oost-Java, Indonesië. Alang Alang Caruban telt 4617 inwoners (volkstelling 2010).